# Fia Jansson
Fia Jansson ("Känner ni Fia Jansson?") är en visa från Emil Norlanders revy Den förgyllda lergöken 1900. 
Melodin är den spanska Cachucha, som ingick i baletten Le diable boiteux ("Den halte djävulen") dansad av Fanny Elssler 1836 och med musik av Casimir Gide. Den betecknas som en solodans besläktad med fandango. Var Norlander hittat den är inte känt, däremot kom den i Sverige att så identifieras med Norlanders text att den blev omöjlig i andra sammanhang. Selma Lagerlöf nämner i Gösta Berlings saga Cachucha, men när hennes dramatisering av romanen skulle uppföras på Dramaten 1936 togs melodin skyndsamt bort. Musiker och skådespelare började skratta vid första repetitionen när de hörde melodin. 
Visan har bland annat tolkats av Per Myrberg (under namnet "Twist-Fia"), Bengt-Arne Wallin och Peter Harryson.
En film från 1944, Fia Jansson från Söder, bygger på Norlanders revy.